# Unión Atlético Maracaibo
L'Unión Atlético Maracaibo fou un club de futbol veneçolà de la ciutat de Maracaibo.

## Enllaços externs

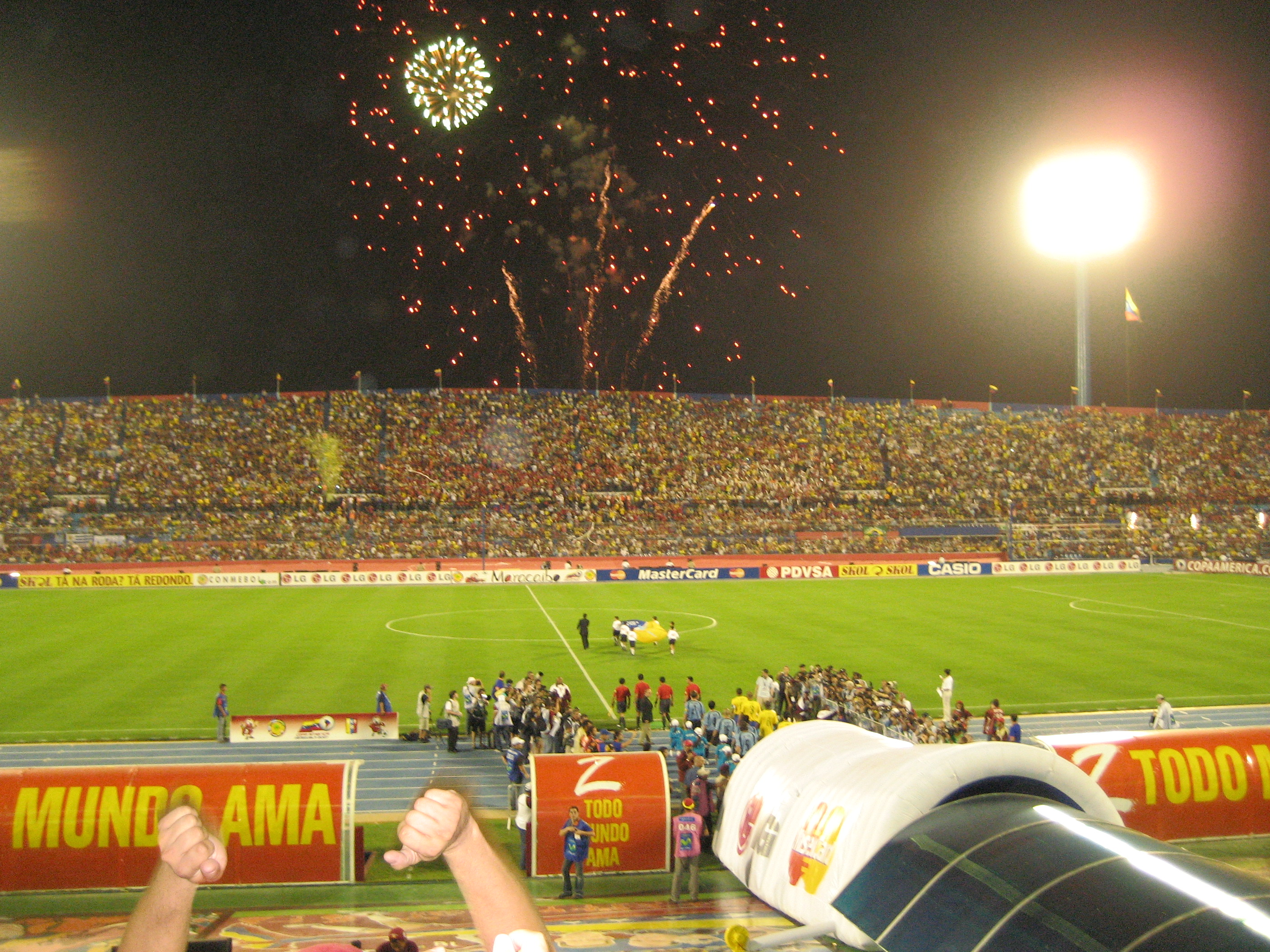
Estadi José Encarnación "Pachencho" Romero

## Palmarès
- Lliga veneçolana de futbol:[1]
  - Era Professional (1): 2005